# Caserne de Pohořelec

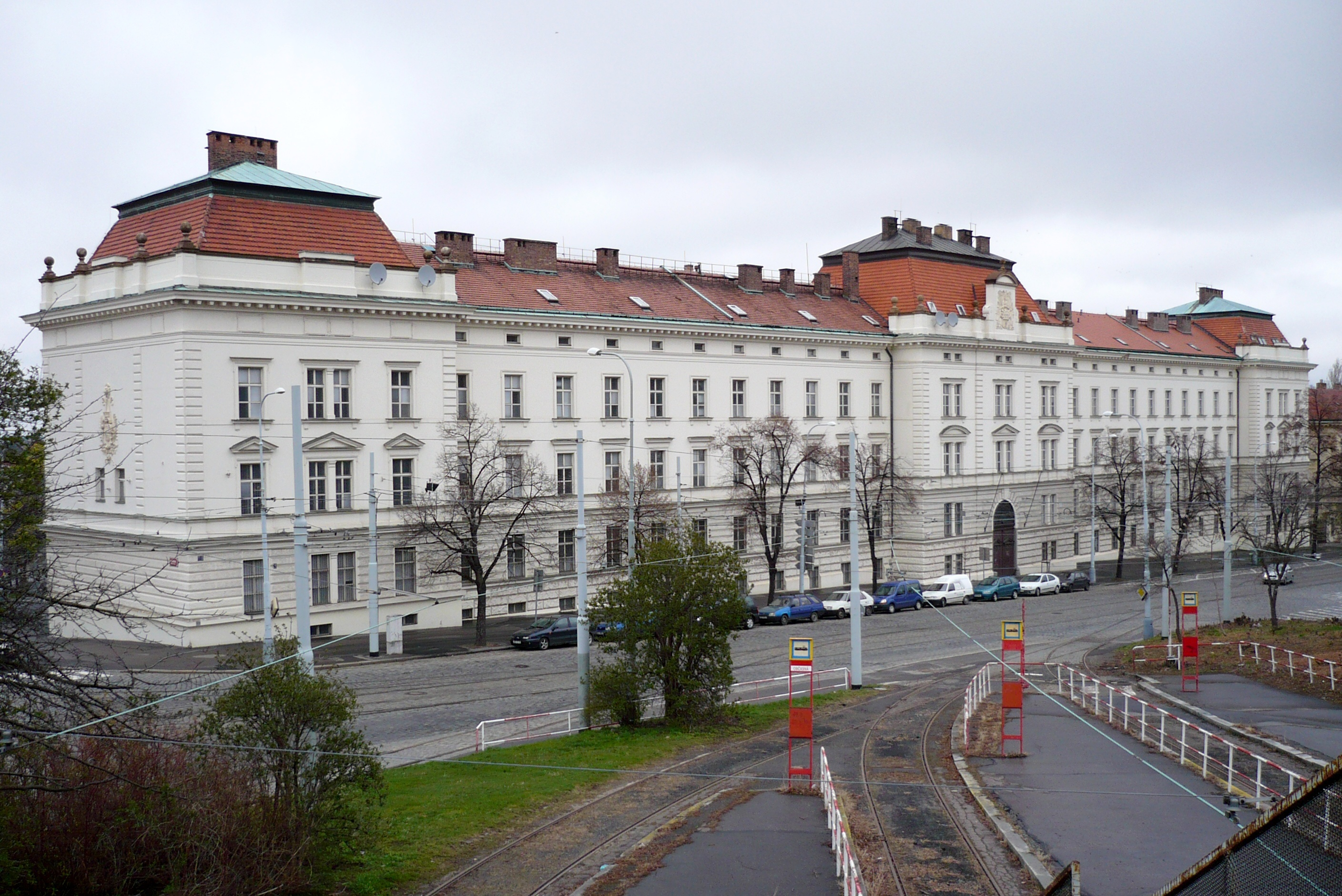
Le bâtiment principal de la caserne

La caserne de Pohořelec, parfois aussi appelée caserne Hradčanská ou caserne Prokop Holé, est un complexe de bâtiments de Prague à Hradčany dans la rue Pohořelec. Le complexe se compose de plusieurs bâtiments néo-Renaissance sur un terrain d'environ 2 hectares, appartenant au ministère de la Défense.

## Histoire
La nouvelle porte Strahovská se trouvait au-dessus de Pohořelec, en face du monastère de Strahov, dans le cadre des fortifications de Prague. Elle a été construite en 1619 et 1620. Plus tard, il y avait aussi une maison qui appartenait au sculpteur Ignaz F. Platzer.
À la fin du XIXe siècle, des modifications majeures ont eu lieu à l'extrémité ouest de Pohořelec, notamment l'ouverture de la rue Keplerova. Les maisons n° 117 et 118, attenantes au palais Kučera et formant le prolongement de la façade nord de la place Pohorelec, ont été démolies. Une autre maison d'angle au n° 120 fut achetée en 1873 par la municipalité de Prague pour abriter un bataillon de défense terrestre ; cette maison constituait la base du futur complexe de plusieurs bâtiments militaires indépendants, qui fut ensuite progressivement construit ici entre 1873 et 1899 :
- le bâtiment principal (n° 121), face à Pohořelec et construit entre 1890 et 1893 selon les plans de l'architecte Jindřich Fialka ;
- l'immeuble de bureaux, a un plan en forme de E, la façade principale a 13 axes ;
- le bâtiment principal de la caserne à l'angle des rues Dlabačova et Myslbekova ;
- l'immeuble d'un étage situé au nord-ouest du quartier, avec un plan en forme de E ;
- l'appartement à deux étages au nord de la rue Parléřova, après les démolitions de 1930 et 1931, le seul survivant des 10 bâtiments initialement construits de ce côté de la rue ;
- le garage au rez-de-chaussée du côté sud de la rue Parléřova ;
- l'entrepôt au rez-de-chaussée du côté ouest de la cour.

## Usage actuel

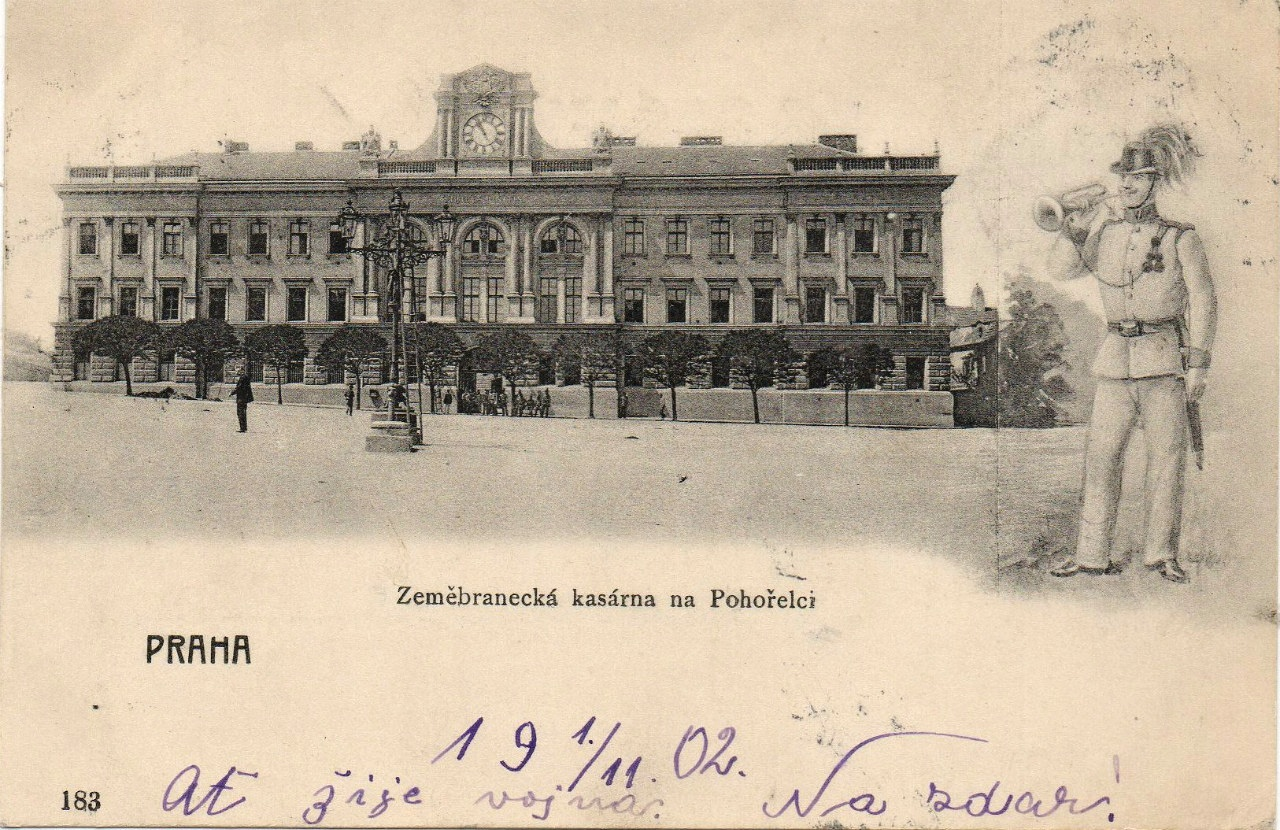
Caserne sur une carte postale en 1902

Des régiments et institutions militaires diverses sont toujours installées dans le bâtiment. Une ligne de tramway fait le tour des côtés est et sud du complexe, et un passage piéton a été établi dans les années 1950 à l’endroit étroit entre l’angle de la caserne et les voies.
Le ministère de la Défense envisage la reconstruction du bâtiment : cela est également lié à la solution des mesures de circulation dans la région de Pohořelec. Actuellement (2022), le bâtiment est inutilisé.